# 비스마르크가면날여우박쥐
비스마르크가면날여우박쥐(Pteropus capistratus)는 큰박쥐과에 속하는 박쥐의 일종이다. 왕박쥐속에 포함되며 파푸아뉴기니에서 발견된다. 통용명은 비스마르크 제도의 이름에서 유래했다. 원래는 테민크날여우박쥐의 아종으로 간주되었고, 2001년에 별도의 종으로 분류되었다. 2009년 국제 자연 보전 연맹(IUCN)이 "취약근접종"으로 분류했으며, 감소 추세때문에 "취약종"으로 재분류하기에 충분하다고 지적했다. 수컷이 수유를 하는 가장 희귀한 포유류 중의 하나이다.

## 아종
2종의 아종이 알려져 있다.
- P. c. capistratus
- P. c. ennisae